# Zoe Luck
Zoe Luck (* 7. Januar 1995) ist eine deutsche Schauspielerin.

## Leben
Luck spielte ab Anfang 2006 in der Fernsehserie Schloss Einstein die Rolle der Lilly Liebermann. Sie und ihre Zwillingsschwester Fee, die seit Ende März 2007 bei Schloss Einstein als Dorfkind mitwirkte, waren die bis dahin jüngsten Darstellerinnen dieser Serie.

## Filmografie
- 2006–2007: Schloss Einstein